# Enigmail
Enigmail bylo rozšíření pro podporu standardu OpenPGP pro aplikace Mozilla Thunderbird či Mozilla Suite (resp. jeho nástupce SeaMonkey) pro různé operační systémy. Používalo nástroj GPG (též GNU Privacy Guard, GnuPG) a umožňoval uživateli používat asymetrickou šifru pro ochranu e-mailů (tj. šifrovat, dešifrovat a podepisovat) přímo v poštovním klientovi prostřednictvím grafického rozhraní. Nedotčena je podpora Enigmailu pro Postbox zůstane nedotčena.

## Ukončení podpory v Thunderbirdu
Vývojáři Thunderbirdu oznámili v říjnu 2019 vestavěnou podporu pro šifrování a podepisování založené na OpenPGP Thunderbird 78, která nahradila doplněk Enigmail. Enigmail byl zachován pro Thunderbird 68 a byl podporován ještě 6 měsíců po vydání Thunderbirdu 78.
Pozadím je změna v kódové základně Thunderbirdu, která odstraňuje podporu pro starší doplňky. Protože by to pro Enigmail vyžadovalo přepsání od nuly, Patrick Brunschwig místo toho podporuje tým Thunderbird v nativní implementaci v Thunderbirdu. [6]